# Мінін Сергій Костянтинович
Мінін Сергій Костянтинович (29.6(11.7).1882, Дубовка, Волгоградська область, Росія — 8.1.1962, Москва), комуністичний діяч, член ВУЦВК.

## Життєпис
Учасник революційного руху в Росії. Член РСДРП з 1905 р.
Народився в сім'ї священика. У революційному русі з 1903 р. Партійну роботу вів у Надволжі, на Доні. Після Лютневої революції 1917 р. голова ради і комітету РСДРП(б) Царицина. Наприкінці 1917 р. очолював штаб оборони по боротьбі з Каледіним.
З липня 1918 член РВС (Реввоєнрада) Північно-кавказького військового округу, член РВС (Реввоєнрада) 10-ї армії, потім член колегії НКВС в Москві. На 8-му з'їзді РКП(б) (1919) примикав до «військовій опозиції». В 1920—1921 рр. член РВС (Реввоєнрада) 1-ї Кінної армії. У 1921—1922 рр. помічник командувача військами України і Криму по політичній частині, член ЦК КП(б)У і Ради Народних Комісарів УСРР.
З 1923 ректор Комуністичного університету, з 1925 очолював Державний університет в Ленінграді, член Північно-західного бюро ЦК ВКП(б). У 1925 примикав до «нової опозиції». З 1927 за станом здоров'я відійшов від діяльності. З 1954 персональний пенсіонер.
Нагороджений орденом Червоного Прапора.